# Sibbarp, Varbergs kommun
Sibbarp är kyrkbyn i Sibbarps socken och en småort i Varbergs kommun, Hallands län. Den ligger i den sydöstra delen av kommunen. .
Sibbarps kyrka ligger i denna by.